# 커 효과
커 효과(영어: Kerr effect)는 전기장에 의해 물질의 굴절률이 바뀌는 현상이다.  모든 물질에서 커 효과를 관찰할 수 있는데, 일부 액체에서 더욱 강하게 나타난다. 커 효과는 1875년 스코틀랜드의 물리학자 존 커에 의해 발견되었다. 전기광학적 커 효과(직류 커 효과)와 광학적 커 효과(교류 커 효과)의 두 가지 특수한 상황을 다루는 경우가 일반적이다.

## 전기광 커 효과
전기광 커 효과(영어: Kerr electro-optic effect) 혹은 직류 커 효과는 천천히 변화하는 전기장이 걸려있는 특수한 상황의 커 효과를 말한다. 예를 들면 샘플의 전역에 전압이 걸려있는 경우를 생각해 볼 수 있다. 이런 영향 아래에서, 샘플은 가해진 전기장에 수직 혹은 평행한 방향으로 달라지는 굴절률을 가져, 복굴절을 띄게 된다. 그 굴절률의 차이, Δn는 다음과 같은 식으로 나타내 진다.
Δn=λKE^2                (λ:빛의 파장, K:커 상수, E: 전기장의 세기)
이러한 굴절률의 변화는 차이는 빛이 전기장에 수직인 방향으로 입사했을때, 그 물질이 파장판의 성질을 띄도록 한다. 예를 들어 두개의 선형 편광판이 수직한 방향으로 있고 그 사이에 그 물질이 체워져 있다고 하자. 한쪽 편광판을 통과한 빛은 반대쪽 편광판을 통과할 수 없다. 하지만 만약 여기서 특정 전기장을 걸어줄 경우, 대부분의 빛은 반대쪽 편광판도통과할 수 있게 휘어지게 된다. 커 상수가 커질수록 전기장에 의한 커 효과의 크기가 커지게 된다.

## 광학적 커 효과
광학적 커 효과(영어: optical Kerr effect) 혹은 교류 커 효과는 전기장이 빛의 전기장인 특수한 경우를 의미한다. 이 효과는 빛의 부분적인 Irradiance에 따라 굴절률의 변화를 야기한다. 이 효과는 레이저와 같이 강한 빛을 비춰줬을 때에만 눈에띄는 효과를 가진다.

## 같이 보기
- 필라멘트 전파
- 제이만 효과